# История почты и почтовых марок Рюкю
История почты и почтовых марок Рюкю охватывает развитие почтовой связи на Рюкю, архипелаге в западной части Тихого океана, на восточных границах Восточно-Китайского моря к юго-западу от Кюсю, крупнейшим островом которого является Окинава (административный центр — Наха), включая период оккупации Соединёнными Штатами Америки (1945—1972). Эмиссия собственных почтовых марок осуществлялась на островах с 1948 года по 1972 год.

## Развитие почты
История почты на островах прослеживается со времён Государства Рюкю, которое находилось под влиянием феодального княжества Сацума на Кюсю с 1609 года. В 1872 году Государство Рюкю было формально аннексировано Японской империей (окончательно оккупировано в 1879 году).
В ходе Второй мировой войны острова были захвачены армией США в апреле — июне 1945 года. В августе 1945 года почтовую связь осуществляли американские военные почтовые конторы. Пересылка почтовых отправлений оплачивалась наличными при отправке. При этом на почтовых отправлениях ставился оттиск штампа англ. «Fee paid» («Сбор оплачен»). Позднее гражданская почта пересылалась бесплатно.
В 1952 году под американским контролем было создано гражданское правительство. Архипелаг был возвращён Японии в 1972 году с установлением на островах японской почтовой службы.

## Выпуски почтовых марок

### Первые марки
Первая серия стандартных марок островов Рюкю была выпущена 1 июля 1948 года. Серия включала марки номиналом от 5 сенов до 1 иены, на которых были изображены джонка, крестьянин и другие сюжеты. Всего вышло два тиража: на серой и белой бумаге. Надписи были на японском языке: яп. «琉球政府». Марками могла оплачиваться пересылка внутренних почтовых отправлений, а также корреспонденции, направляемой в Японию и США. Пересылка почтовых отправлений в другие страны мира оплачивались наличными. Однако уже с января 1950 года почтовые марки применялись для оплаты любых почтовых отправлений.

### Последующие эмиссии
В январе 1950 года вышла первая серия стандартных марок с надписью англ. «Ryukyus» («Рюкю»).
12 февраля 1951 года вышли первые коммеморативные марки Рюкю, посвящённые основанию местного университета.
Начиная с 1951 года надписи на почтовых марках были только на японском языке.
Очередная стандартная серия марок поступила в обращение в 1952—1955 годах.
В 1954 году вышла первая марка Рюкю для новогодних поздравлений.
В 1958 году десятилетней годовщине выпуска почтовых марок Рюкю была посвящена специальная марка номиналом в 4 иены с изображением трёх почтовых марок островов. Марка вышла в листах по 10 штук в каждом.
В сентябре 1958 года была введена американская денежная единица, но прежние выпуски оставались в обращении до 20 сентября 1958 года, создавая возможность появления смешанных франкировок. На почтовых марках первого выпуска в новой валюте номинал был указан только на английском языке, тогда как остальные надписи были на японском языке. Известно много различных зубцовок.
Памятные марки посвящались внутренним кампаниям и событиям: восстановлению лесов, Дню родителей, Дню детей, переписи населения, Неделе защиты птиц, строительству мостов, флоре, фауне и другим темам. Специальным выпуском памятной марки 7 сентября 1964 года было отмечено прибытие на Окинаву Олимпийского огня.
В 1970 году вышли единственные пять почтовых блоков, посвящённые куми-одори — форме повествования традиционного танца Рюкю; «kumi odori» или «kumi wudui» означает «комбинированный танец» или «ансамблевый танец». Эту тему раскрывали пять почтовых марок, каждая из которых и была представлена в четырех экземплярах на почтовых блоках.
Всего за период с 1948 года по 1972 год были эмитированы 257 марок и 5 почтовых блоков.
Многие почтовые марки Рюкю выходили в виде небольших листов по 20 марок.

### Надпечатки
Редакциям, торговцам и школам рассылались марки с надпечаткой «образец» (яп. 見本 михон). Всего известны 19 марок Рюкю с такой надпечаткой, тираж которых составляет от 1 до 2 тысяч марок.

### Последняя почтовая марка
Последней почтовой маркой Рюкю стала памятная марка, вышедшая 20 апреля 1972 года.
С 15 мая 1972 года в почтовом обращении на Рюкю находятся японские почтовые марки.

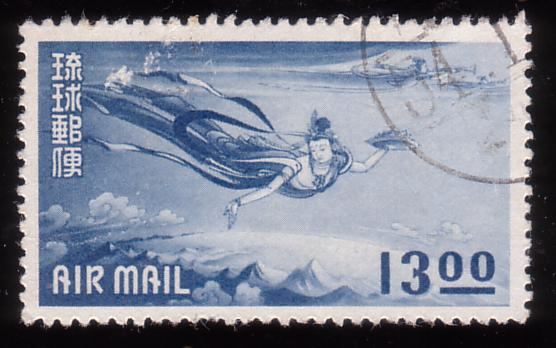
Авиапочтовая марка Рюкю (1951)

## Другие виды почтовых марок

### Авиапочтовые
В феврале 1950 года были эмитированы первые три авиапочтовые марки Рюкю. Марки вышли двумя тиражами. Надписи на них: «Air mail» («Авиапочта»). В 1952—1954 годах в обращении появились ещё пять номиналов авиапочтовых марок.

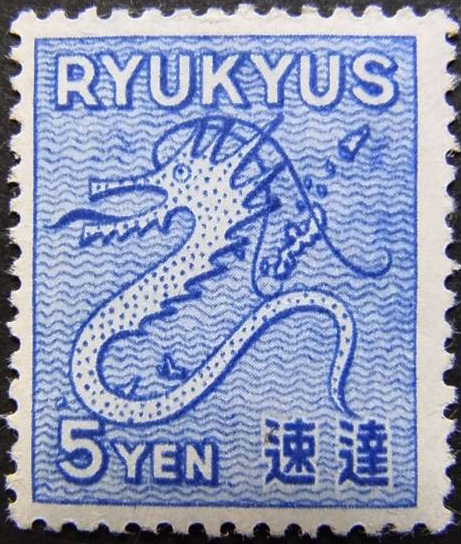
Первая экспрессная марка Рюкю номиналом
в 5 иен (1950)

### Экспрессные
На Рюкю также эмитировались экспрессные марки. Первая экспрессная марка была выпущена в феврале 1950 года.

## Местные выпуски

### Контрольные штампы
Как говорилось выше, после оккупации Рюкю Соединёнными Штатами Америки оплата пересылки корреспонденции производилась наличными, но в 1947 году на островах в обращении начали употреблять почтовые марки Японии с оттиском контрольного штампа. Такие штампы были четырёх типов:
- I — для провинции Амамиосима использовался иероглиф «проверено» (яп. 檢 кан, совр. 検);
- II—IV — для провинций Окинава, Мияко и Яэяма применялись личные печати почтмейстеров (первая в круге, остальные в овале).

Японские марки были выведены из обращения после выпуска почтовых марок Рюкю.

### Выпуск острова Куме
В 1947 году на острове Куме была эмитирована местная марка номиналом в 7 сенов с надписью «Kumeshima» («Кумесима»). Марка была напечатана на пишущей машинке, размножена на мимеографе и снабжена оттиском печати почтмейстера. Изготовлено было 3120 таких марок, но в почтовое обращение поступило всего 144 экземпляра.